# Boris Jarak
Boris Jarak, jugoslovanski (hrvaški) rokometaš, * 19. april 1963, Dubrovnik.
Leta 1988 je na poletnih olimpijskih igrah v Seulu v sestavi jugoslovanske rokometne reprezentance osvojil bronasto olimpijsko medaljo.